# Арриан
Фла́вий Арриа́н (лат. Lucius Flavius Arrianus, др.-греч. Ἀρριανός, около 86 — около 160 года н. э.) — древнегреческий историк и географ, занимал ряд высших должностей в Римской империи.

## Биография
Уроженец вифинского города Никомедии (в Малой Азии). Грек по происхождению, римский гражданин. Родился в знатной семье между 87 и 90 годами нашей эры («Словарь античности» указывает 95 год), умер между 169 и 180 годами.
Арриан был учеником Эпиктета, чьи философские беседы записал и издал под названием «Беседы Эпиктета» («Лекции Эпиктета») в 8 книгах.
Арриан написал исторические трактаты, например, об Индии («Индика»), о жизни и походах Александра Македонского («Анабасис Александра»). Страстный любитель псовой охоты, Арриан написал книгу «Об охоте».
В 131—137 годах он управлял Каппадокией в звании legatus Augusti pro praetore (легат императора в должности пропретора), отразил нашествие аланов. (Имеется интересная надпись из Каппадокийской Команы, в которой синод Аполлона почитает Арриана как «самого благочестивого и справедливого правителя».)
С 140 года занимал должности архонта-эпонима и притана в Афинах.
При императоре Антонине Пие занимал в Риме должность консула; по возвращении в Никомедию, был на почётных жреческих должностях.
Много путешествовал, посетил Афины и Рим. Совершил в 134 году плавание по Понту до Диоскуриады, о котором представил отчёт римскому императору Адриану (Перипл Понта Евксинского, др.-греч. Περίπλους τοῦ Εὐξείνου Πόντου).

## Работы
Арриан был плодовитым писателем, особенно интенсивно работал во время пребывания в Афинах. Арриан писал по-гречески, на аттическом диалекте, хотя при описании Индии использовал ионийский диалект.
Первые работы Арриана — философские трактаты без стилистических украшений, ценный источник сведений об учении Эпиктета, который не оставил собственных сочинений: «Диатрибы Эпиктета» (др.-греч. Διατριβαὶ Ἐπικτήτου), «Разговоры» (др.-греч. Ὁμιλίαι), а также компиляция этих работ — «Руководство» (др.-греч. Ἐγχειρίδιον).
Трактат о военном деле «Тактика» был написан Аррианом по велению императора Адриана в 117—138 годах. Автор принёсшего Арриану прижизненную славу историка и дошедшего до нас «Анабасиса Александра» в 7 книгах (история походов Александра Македонского), созданному по работам Птолемея Лага и Аристобула, соратников Александра. Дополнение к этому труду, «Индия» содержит этнографическое описание Индии во времена Александра Македонского на основании отчёта Неарха о плавании по океану из устья Инда до устья Евфрата, описания Мегасфена и Географии Эратосфена.
Небольшая «Аланика» (др.-греч. Ἀλανική) описывает тактические нововведения из опыта сражений с аланами.
Многие работы Арриана не дошли до наших дней. Так, пропала история диадохов др.-греч. Τἀ μετ` Ἀλέξανδρον в 10 книгах по сочинениям Иеронима Кардийского, «История Парфии» (др.-греч. Παρθιακά) в 17 книгах с детальным изложением Парфянских войн Траяна, «История Вифинии» (др.-греч. Βιθυνιακά) в 8 книгах с историей Вифинии до смерти 74 году до н. э. Никомеда IV, завещавшего это царство Риму, два пропавших труда по истории Сицилии и биография атамана разбойников Тиллибора.
Арриан описал культуру и быт скифов-массагетов и сакских племён, проживавших на побережье Аральского и Каспийского морей.

## Тексты и переводы

Alexandri anabasis, 1575

Об изданиях и переводах «Перипла Понта Евксинского» см. отдельную статью; об изданиях и переводах «Бесед Эпиктета» см. статью Эпиктет
«Поход Александра»:
- Издание «Анабасиса» (1876) (греч.)
- Издание «Анабасиса» (1907) (греч.) в данном скане отсутствуют две первые страницы текста, то есть после вступления сразу идет стр.4.
- Походы Александра. // Военная библиотека, ч. 1, кн. 6. СПб., 1837. С. 385—548.
- Арриан. Анабасис Александра. / Пер. Н. Коренькова. Ташкент, 1912. 366 стр. (также в журнале «Средняя Азия», 1911, кн. VI—XII)
- Арриан. Поход Александра. / Пер. М. Е. Сергеенко. Вступ. ст. О. О. Крюгера. М.-Л.: Изд-во АН, 1962. 384 стр. 5000 экз. (с приложением «Александра» Плутарха и кн. XVII «Исторической библиотеки» Диодора)
  - переизд.: М.: Миф, 1993. 272 стр.
- В серии «Loeb classical library» сочинения изданы в 2 т. (№ 236, 269): «Поход Александра» и «Индика».

«Индика»:
- Флавий Арриан. Индика. / Пер. М. Д. Бухарина. // Индия и античный мир. М.: Вост. лит. 2002. С. 261—291.
- Об Индии. // Древний Восток в античной и раннехристианской традиции (Индия, Китай, Юго-Восточная Азия). / Пер. и примеч. Г. А. Тароняна. М.: Ладомир. 2007. С. 182—196. (частичный русский перевод)
- Арриан. Индика // Вестник древней истории. 1940. № 2. С. 230—263
- В серии «Collection Budé»: Arrien. L’Inde. Texte établi et traduit par P. Chantraine. 4e tirage 2002. 152 p. ISBN 978-2-251-00066-4

«Тактика»:
- Flavius Arrianus. Tactical Handbook and The expedition against the Alans. / Translated and edited by J. D. DeVoto. Chicago, 1993.
- Арриан. Тактическое искусство = Appianoy texnh taktikh: Flavii Arriani ars tactica / Пер., комм., вступ. ст. А. К. Нефёдкина. — СПб.: Факультет филологии и искусств СПбГУ; Нестор-История, 2010. — 286 с. — (Fontes scripti antiqui). — 1000 экз. — ISBN 978-5-8465-0929-0, ISBN 978-5-98187-529-8.
- Перевалов С. М. Тактические трактаты Флавия Арриана: Тактическое искусство; Диспозиция против аланов. Тексты, перевод, комментарий. — М.: Памятники исторической мысли, 2010. — 392 с. — (Древнейшие источники по истории Восточной Европы). — 800 экз. — ISBN 5-88451-287-0. Архивировано 5 марта 2016 года.

Малые сочинения:
- Арриан. Наставление охотнику (отрывок). / Пер. А. Козаржевского. // Поздняя греческая проза. / Сост. С. Поляковой. М.: ГИХЛ. 1961. С. 231—234.
- Английский перевод сочинения «Об охоте» (1831)
- Арриан. Диспозиция против аланов. / Пер., комм. и вступ. С. М. Перевалова. // Вестник древней истории. 2001. № 1. С. 236—243.
- Арриан. Диспозиция против аланов. / Пер., комм. и вступ. ст. А. К. Нефёдкина. // Арриан. Тактическое искусство. СПб., 2010. С. 195—261.
- Арриан. Кинегетик / Пер., комм. и вступ. ст. А. К. Нефёдкина // Ксенофонт. Кинегетик. Арриан. Кинегетик. Димитрий Пепагомен. Кинософион. СПб.: Евразия, 2022. С. 185—278.